# Kikonai, Hokkaidō
Kikonai (木古内町 Kikonai-chō) là thị trấn thuộc huyện Kamiiso, phó tỉnh Oshima, Hokkaidō, Nhật Bản. Tính đến ngày 1 tháng 10 năm 2020, dân số ước tính thị trấn là 3.832 người và mật độ dân số là 17 người/km2. Tổng diện tích thị trấn là 221,9 km2.